# Indignation (film)
Pour les articles homonymes, voir Indignation.
Pour plus de détails, voir Fiche technique et Distribution.
Indignation est un film dramatique américain écrit et réalisé par James Schamus, sorti en 2016.
Le scénario est une adaptation du roman Indignation (2008) de Philip Roth.
Le film, dont la première mondiale a lieu le 24 janvier 2016 au Festival du film de Sundance, met en vedette Logan Lerman, Sarah Gadon, Pico Alexander, Danny Burstein, Linda Emond et Ben Rosenfield dans les rôles principaux.
Le film, dont l'action se déroule dans les années 1950, principalement dans l'Ohio, est le premier long métrage du réalisateur.

## Synopsis
En 1951, Marcus quitte son New Jersey natal pour aller étudier dans une université conservatrice de l'Ohio, où il fait face à la répression sexuelle et l'antisémitisme.

## Fiche technique
- Titres français et original : Indignation
- Réalisation : James Schamus
- Scénario : James Schamus, d'après le roman de Philip Roth
- Direction artistique : Derek Wang
- Costumes : Amy Roth
- Photographie : Christopher Blauvelt (en)
- Montage : Andrew Marcus
- Musique : Jay Wadley
- Maquillage : Björn Rehbein
- Production : Anthony Bregman, Rodrigo Teixeira et James Schamus
- Sociétés de production : Bing Feng Bao Entertainment, Likely Story, RT Features, Symbolic Exchange
- Société de distribution : Roadside Attractions
- Pays d'origine :  États-Unis
- Langue d'origine : anglais, hébreu
- Format : couleur - 35 mm - 2,00:1
- Genre : Drame
- Durée : 110 minutes
- Dates de sortie :
  - Festival du film de Sundance 2016 : 24 janvier 2016 (première mondiale)
  - États-Unis : 29 juillet 2016
  - France : 13 octobre 2016

## Distribution
- Logan Lerman : Marcus Messner
- Sarah Gadon : Olivia Hutton
- Linda Emond : Esther Messner, la femme de Max et la mère de Marcus
- Ben Rosenfield : Bertram Flusser
- Melanie Blake Roth : Student
- Tracy Letts : Hawes D. Caudwell
- Doris McCarthy : Church Volunteer
- Noah Robbins : Marty Ziegler
- Margo Kazaryan : Student
- Joanne Baron : Mrs. Greenberg
- Danny Burstein : Max Messner
- Pico Alexander : Sonny Cottler
- Andrew S. Thompson : Student
- Philip Ettinger : Ron Foxman
- Steven Kaplan : Anker
- Susan Varon : Mrs. Dadidovich
- Betsy Hogg : Sophomore Girl
- Rebecca Watson : College Nurse
- Isabel Keating : Miss Clement
- Jason Erik Zacek : Student
- Bo Stansell : Young Nurse
- Eli Gelb : David
- Will MacAdam : Family Friend at Shiva & Synagogue
- Neal Arluck : Man In Synagogue
- Kc Coy : College Student
- Ruth Flaherty : Church Matron
- Samuel Dunning : Dead American Soldier
- Tom Bair : President Wentz
- Andrew Dickinson : Student (non crédité)
- Lynnsey Lewis : Student (non crédité)
- Benji Sills : Student (non crédité)